# 로버트 에드워즈
로버트 에드워즈 경(영어: Sir Robert Edwards, CBE, 1925년 9월 27일~2013년 4월 10일)은 영국의 생리학자이다. 1978년 세계 최초로 시험관 아기를 탄생시켰다. 이 공로로 2010년 10월 노벨상 위원회는 로버트 에드워즈를 노벨 생리학·의학상의 수상자로 선정했으며, 같은 해 12월 10일에 시상식이 열렸다.

## 업적
로버트 에드워즈(Robert Edwards)는 1960년 무렵부터 인간수정(human fertilization)에 대한 연구를 시작하였으며, 이를 바탕으로 체외수정 기술을 실현한 선구자이다. 그는 산부인과 수술 전문 외과의사인 패트릭 스텝토 (Patrick Steptoe)와 공동연구를 진행한 끝에, 1969년에 인간 난모 세포(oocyte)를 시험관에서 수정할 수 있게 되었다.
에드워즈가 사용한 난모 세포는 정상적인 난자와는 달리 난소 내의 여포가 아니라 시험관 내에서 성숙한 것이었다. 이 시험관 난자들은 미분화세포(blastocyst)로 성숙되지 못하였고, 그 중에는 기형인 것들도 있었다. 에드워즈는 시험관에서 성숙된 토끼와 돼지의 난자들이 기형적이라는 논문들을 참고하여, 정상적인 발생과 임신을 위해서는 체내에서 성숙한 난자를 채취해야 한다는 결론에 도달했다.
에드워드와 공동 연구를 한 패트릭 스텝토 (Patrick Steptoe)는 영국의 오드햄 제너럴 병원에서 골반강을 관찰하고 수술 하기 위해 복강경을 사용하고 있었다. 그는 복강경으로 난소에서 성숙 중인 난자를 채취하는 기술을 개발하여 에드워드의 연구에 결정적인 도움을 주었다. 스텝토는 자기 자신이 불임이거나 배우자가 불임인 여성 지원자들을 선별하여 임신 촉진제인 Pergonal을 투여하였다. 이 약물에는 생리 주기의 초반에 여포가 성숙되게 하는 호르몬제가 들어있었다. 생리 주기 시작 후 9~11일에는 hCG (human chorionic gonadotropin)가 포함된 Pregnyl을 투여하여 배란을 촉진하였다. 이러한 투약 방식으로 과잉 배란을 유도하여 네 개에서 여섯 개까지의 난소가 배란되었다. hCG를 투여한 다음날에 여포를 분리하여 성숙 중인 난모세포를 얻을 수 있었고, 이 난소는 수정을 위해 배우자의 정자와 함께 배양되었다.
에드워즈와 스텝토는 다양한 배양액에서 자극 호르몬들의 농도에 따른 수정의 성공률을 지켜보았다. 체외수정 기술이 보완되고 최적화되어 여러 개의 수정란이 16세포기까지 분열하는 수준에 이르렀고, 이 중 네 개의 배아가 수정 후 5일 후에 blastocyst로 발달에 성공했다.
1971년에는 8세포기의 배아를 지원자들에게 이식시키기 시작했다. 하지만, 수정된 배아들은 쉽게 착상되지 않아 배아 이식 후 임신에 성공하지 못했다. 이들은 과배란을 유도하는 임신 촉진제 때문에 생리 기간이 줄어든다는 사실을 발견하였다. 수정란이 8세포기에 도달했을 때에는 지원자 여성의 자궁벽이 허물어져 배아의 착상이 불가능한 것이었다. 그리하여 두꺼운 자궁벽을 유지시키기 위해 배아 이식 후 7주 후까지 hCG를 주입해보았지만 성공 사례가 몇 되지 않았다.
1975년에는 최초로 착상에 성공한 사례가 나왔고, 5주 후에 초음파로 배아를 관찰할 수 있었으나, 자궁 외 임신으로 유산되고 말았다.
1976년까지는 hCG를 장기간 투여하는 방법으로 성공 사례가 두 번 더 있었지만, 자궁이 이식된 배아에 거부 반응을 일으켜 유산되었다. 착상된 배아를 유지시키는 호르몬의 체계는 아주 복잡했다. HCG가 생리 주기를 늘리는 동시에 에스트로겐이나 프로게스테론 등 다른 호르몬의 균형을 무너뜨리는 것이었다. 이에 호르몬 자극을 사용하지 않는 방법이 고안되었다. 발달 중인 배아를 동결시켜 산모의 자궁이 준비될 때 회복시켰지만, 이후에 배아의 발달이 진행되지 않았다. 결국 과배란을 유도시켜 난자를 얻는 것이 아니라 환자의 자연적인 생리 주기에 따르는 요법이 시행되었다. 배아가 이식되었을 때 자궁벽이 호르몬의 과잉 없이 두껍게 하기 위해, 여포기 후기에 하나의 난자가 성장하는 여포에서 난모 세포를 채취하는 방법이었다. 이 시도는 연구원들과 환자 모두에게 고된 일이었다. LH(luteinizing hormone)이 급격히 상승하고 36시간 뒤에 배란이 일어나기 때문에, 난자를 얻기 위해서는 지속적으로 LH의 농도를 확인 해야했다. 환자는 세 시간에 한 번씩 소변 검사를 해야 했고, 연구원들은 항상 대기 중이었다.
1976년 가을에는 나팔관이 막혀있는 불임 여성이 커쇼 코티지 병원에 입원을 하였다. 1977년 11월, 레슬리 브라운은 생리 주기에 맞춰 복강경으로 난자를 채취하는 수술을 받았다. 분리된 난자는 배우자의 정자와 시험관에서 수정되었고, 일주일 후 8세포기의 배아가 자궁에 착상되었다. 그리하여 1978년 7월 25일, 역사상 첫 시험관 아기인 루이스 조이 브라운이 태어났다.

## 서훈
- 1988년 대영 제국 훈장 3등급(CBE)
- 2011년 Knight Bachelor(기사작위)

## 참고
1. 1 2  박종률 (2010년 10월 5일). “노벨생리의학상, 인공 체외수정 개발 英 에드워즈”. 노컷뉴스. 2010년 10월 5일에 확인함.[깨진 링크(과거 내용 찾기)]